# Epistephium matogrossense
Epistephium matogrossense är en orkidéart som beskrevs av Frederico Carlos Hoehne. Epistephium matogrossense ingår i släktet Epistephium och familjen orkidéer. Inga underarter finns listade i Catalogue of Life.